# 純情房東俏房客 (動畫)
《純情房東俏房客》（ラブひな）動畫是改編自赤松健的同名漫畫，由XEBEC負責製作。於2000年4月開始播放全24集和全2集特別篇，除了日本外也在其他國家地區播放和發售。

## 概要
電視動畫由XEBEC、東京電視台及讀賣廣告社協力製作。主要製作人員為大月俊倫、佐藤徹（企劃）以及岩崎良明（導演）。主題曲由Star Child製作，由岡崎律子作詞、作曲，十川知司編曲，林原惠主唱。後續作品OVA「（中文名稱相同）」的製作人員變化不大，不同之處在於動畫製作單位變成「 製作委員會」，作詞、作曲、編曲之不同，以及主唱者改為堀江由衣等等。
配音員（聲優）方面，上田祐司飾演浦島景太郎，堀江由衣飾演成瀨川奈留。其他聲優包括：林原惠、倉田雅世、淺川悠、高木禮子、野田順子、雪野五月等等。

## 製作團隊
| 電視動畫 - 原作：赤松健 - 企劃：大月俊倫、佐藤徹 - 導演：岩崎良明 - 系列構成：葉月九郎 - 人物設定：宇野真 - 服裝設計：山岡信一 - 道具設計：安彦英二 - 色彩設計：金丸ゆう子 - 美術導演：高山八大 - 美術設定：長澤順子 - 攝影導演：廣瀨勝利、廣川二三男 - 音響演出：田中英行 - 音樂：是永巧一、岩本正樹 - 音樂製作：Star Child - 音樂協力：東京電視台音樂 - 製作人補：五島尚武、千野孝敏 - 製作人：岩田圭介、池田慎一、下地志直 - 動畫製作：XEBEC - 製作：XEBEC、東京電視台、讀賣廣告社 | 純情房東俏房客 Again - 原作：赤松健 - 導演：岩崎良明 - 系列構成：葉月九郎 - 人物設定：前田明壽 - 道具設計：山岡信一 - 美術導演：朝倉千登勢 - 色彩設計：金丸ゆう子 - 攝影導演：廣瀨勝利 - 編集：大竹彌生 - 音響演出：田中英行 - 音樂：光宗信吉 - 製作人：森山敦、平松巨規 - 動畫製作：XEBEC - 製作： 製作委員會 |

## 主題曲
| 動畫類型    | 主題曲類型              | 歌曲名稱              | 作詞、作曲           | 編曲       | 主唱                                                                  |
| ----------- | ----------------------- | --------------------- | -------------------- | ---------- | --------------------------------------------------------------------- |
| TV及 第25集 | 片頭曲                  |                       | 岡崎律子             | 十川知司   | 林原惠                                                                |
| TV及 第25集 | 片尾曲 （第1~23、25集） |                       | 岡崎律子             | 十川知司   | 林原惠                                                                |
| TV及 第25集 | 片尾曲（第24集）        |                       | 岡崎律子             | 十川知司   | 林原惠                                                                |
| TV及 第25集 | 插曲（第11集）          |                       | 松浦有希             | 松浦有希   | 倉田雅世、淺川悠                                                      |
| TV及 第25集 | 插曲（第11集）          |                       | 永六輔、いずみ・たく | 五島翔     | 堀江由衣、倉田雅世、淺川悠、野田順子、 高木禮子                       |
| TV及 第25集 | 插曲（第11、24集）      |                       | 有森聰美、山下俊     | 岩本正樹   | 堀江由衣                                                              |
| TV及 第25集 | 插曲（第11集）          |                       | 有森聰美、古池孝浩   | 岩本正樹   | 堀江由衣                                                              |
| TV及 第25集 | 插曲（第11集）          |                       | 有森聰美、櫻井真一   | Ｔ.Ｊ.     | 堀江由衣                                                              |
| 特別篇      | 片尾曲 （聖誕特別篇）   |                       | 岡崎律子             | 十川知司   | 堀江由衣、倉田雅世、淺川悠、高木禮子、 野田順子、雪野五月、小林由美子 |
| 特別篇      | 插曲 （聖誕特別篇）     |                       | 根津洋子、真友       | 太田美知彥 | 堀江由衣、田村由香里                                                  |
| 特別篇      | 插曲 （聖誕特別篇）     |                       | 米倉千尋             | 重實徹     | 米倉千尋                                                              |
| 特別篇      | 片尾曲 （春節特別篇）   |                       | 岡崎律子             | 十川知司   | 林原惠                                                                |
| 特別篇      | 插曲 （春節特別篇）     |                       | Aug 9th、五島翔      | 五島翔     | 倉田雅世、水樹奈奈                                                    |
| 特別篇      | 插曲 （春節特別篇）     |                       | 有森聰美、五島翔     | 五島翔     | 水樹奈奈                                                              |
| OVA         | 片頭曲                  |                       | 雲子                 | 十川知司   | 堀江由衣                                                              |
| OVA         | 片尾曲                  | be for you，be for me | 伊藤千夏             | 五島翔     | 堀江由衣                                                              |

## 各話列表
| 類型   | 集數   | 日語標題 | 中文標題                         | 首播日期       | 首發日期       |
| ------ | ------ | -------- | -------------------------------- | -------------- | -------------- |
| TV     | 第1集  |          | 有露天浴池的女子宿舍             | 2000年 4月19日 | 2000年8月3日   |
| TV     | 第2集  |          | 日向莊的新房客忍                 | 4月26日        | 2000年8月3日   |
| TV     | 第3集  |          | 戀愛？！劍道姑娘                 | 5月3日         | 2000年8月3日   |
| TV     | 第4集  |          | 15年前東大的約定                 | 5月10日        | 2000年9月6日   |
| TV     | 第5集  |          | 急速接近！京都兩人之旅           | 5月17日        | 2000年9月6日   |
| TV     | 第6集  |          | 景太郎的初吻？對象               | 5月24日        | 2000年9月6日   |
| TV     | 第7集  |          | 第一次的約會、景太郎的用心       | 5月31日        | 2000年10月4日  |
| TV     | 第8集  |          | 劍道姑娘的龍宮傳說               | 6月7日         | 2000年10月4日  |
| TV     | 第9集  |          | 日向莊密室現金搶奪事件           | 6月14日        | 2000年10月4日  |
| TV     | 第10集 |          | 月夜徘徊美女的真面目             | 6月21日        | 2000年11月2日  |
| TV     | 第11集 |          | 目標東大生、偶像是補習班學生     | 6月28日        | 2000年11月2日  |
| TV     | 第12集 |          | 換上禮服，劍豪素子的華麗裝扮     | 7月5日         | 2000年11月2日  |
| TV     | 第13集 |          | 初吻的滋味像檸檬？還是軟糖？     | 7年12日        | 2000年12月6日  |
| TV     | 第14集 |          | 重逢？奈留仰慕的人是東大講師     | 7月19日        | 2000年12月6日  |
| TV     | 第15集 |          | 喜歡你、洞穴中的愛的宣言         | 7月26日        | 2000年12月6日  |
| TV     | 第16集 |          | 日向海濱休息小屋的鬧劇           | 8月2日         | 2001年1月10日  |
| TV     | 第17集 |          | 海…奈留臉紅心跳！妖怪附身        | 8月9日         | 2001年1月10日  |
| TV     | 第18集 |          | 穿著浴衣的妳和夏日祭典           | 8月16日        | 2001年1月10日  |
| TV     | 第19集 |          | 麻雀變鳳凰？海那頭的皇太子       | 8月23日        | 2001年2月7日   |
| TV     | 第20集 |          | 與沉睡少女記憶中的約定           | 8月30日        | 2001年2月7日   |
| TV     | 第21集 |          | 醋勁爆發、小船上的你儂我儂       | 9月6日         | 2001年2月7日   |
| TV     | 第22集 |          | 妹妹梅的計劃，密室大作戰         | 9月13日        | 2001年3月7日   |
| TV     | 第23集 |          | 成瀨川奈留，搖擺的女人心與景太郎 | 9月20日        | 2001年3月7日   |
| TV     | 第24集 |          | 賀！東大合格？戀情開花？         | 9月27日        | 2001年3月7日   |
| OVA    | 第25集 |          | 素子的抉擇                       | 未播放         | 2001年5月2日   |
| 特別篇 | 冬     |          | 聖誕特別篇                       | 12月25日       | 2001年7月4日   |
| 特別篇 | 春     |          | 春節特別篇                       | 2001年 4月2日  | 2001年8月1日   |
| OVA    | 第1集  |          | 純情房東俏房客 可奈子            | 未播放         | 2002年 1月26日 |
| OVA    | 第2集  |          | 純情房東俏房客 景太郎            | 未播放         | 2月28日        |
| OVA    | 第3集  |          | 純情房東俏房客 奈留              | 未播放         | 3月27日        |

## 製作人員
| 話數 | 標題                                      | 腳本            | 分鏡                | 演出              | 作畫監督                     |
| ---- | ----------------------------------------- | --------------- | ------------------- | ----------------- | ---------------------------- |
| 1    | 露天風呂つきの女子寮 温泉な               | 葉月九郎        | 岩崎良明            | 須藤隆            | 宇野真                       |
| 2    | ひなた荘の新住人しのぶ 矢印な             | 葉月九郎        | 岩崎良明            | 杉谷光一          | 倉嶋丈康 青山正宣            |
| 3    | 恋する!? ケンドー娘 剣劇な                | 稻荷昭彦        | 錦織博              | 佐藤修            | 永田正美                     |
| 4    | 東大の約束は15年前 日記な                 | 石川学 葉月九郎 | 櫻美勝志            | 井硲清高          | 中田正彦                     |
| 5    | 急接近! 京都二人旅 ドキドキハラハラな     | 西園悟          | 小林孝志            | 成田歲法          | 本橋秀之                     |
| 6    | 景太郎、初キス? の相手 旅路な             | 川崎裕之        | 上田茂              | 上田茂            | 植田実                       |
| 7    | 初デート、景太郎のしたごころ いまどきな   | 葉月九郎        | 木村真一郎          | 須藤隆            | 河野利幸                     |
| 8    | ケンドー娘の竜宮伝説 夢かな               | 川崎裕之        | 小林孝志            | 菱田正和          | 戶部敦夫                     |
| 9    | ひなた荘密室現金強奪事件 ミステリな       | 堺三保          | 櫻美勝志            | 櫻美勝志          | 中矢雅樹                     |
| 10   | 月夜にさまよう美女の正体は? 変身な        | 葉月九郎        | 金子伸吾            | 杉谷光一          | 高見明男                     |
| 11   | 目指せ東大生アイドルは予備校生 歌うな     | 葉月九郎        | 村山靖              | 村山靖            | 柳澤正秀                     |
| 12   | お色直し? 剣豪モトコの晴れ着姿 女の子な   | 高山克彥        | 上田茂              | 上田茂            | 植田實                       |
| 13   | 初キスの味はレモン? マシュマロ? おとな    | 葉月九ロウ      | 岩崎良明            | 須藤隆            | 本橋秀之                     |
| 14   | 再会? なる憧れの人は今東大講師 ラブへな   | 黑田洋介        | 錦織博              | 井硲清高          | 中田正彦                     |
| 15   | 好き! 洞くつの中のラブラブ宣言 ほらあな   | 堺三保          | 木村真一郎          | 杉谷光一          | 河野利幸                     |
| 16   | 海の家・浜茶家ひなたのサル芝居 チュウかな | 川崎裕之        | 佐藤修              | 佐藤修            | 永田正美                     |
| 17   | 海…なるにドキッ! 妖怪にクラッ 妖しいな    | 高山克彥        | 須藤隆              | 須藤隆            | 植田実                       |
| 18   | それぞれの浴衣のきみと夏祭り ほな         | 葉月九ロウ      | 杉谷光一            | 杉谷光一          | 本橋秀之                     |
| 19   | 玉の輿? 海のむこうの皇太子 暖かな         | 葉月九ロウ      | 井硲清高            | 井硲清高          | 中田正彦                     |
| 20   | 眠りの少女とセピア色の約束 カラクリな     | 木村英文        | 村山靖              | 村山靖            | 柳澤正秀 植田實 中島利洋     |
| 21   | 嫉妬爆発!? ボート上のお熱い二人 わなわな  | 葉月九郎        | 川崎逸朗            | 上田茂            | 河野利幸                     |
| 22   | 妹メイのたくらみ、密室大作戦 そんな       | 葉月九郎        | 佐藤修              | 佐藤修            | 永田正美                     |
| 23   | 成瀬川なる、揺れる女心と景太郎 こなごな   | 葉月九郎        | 井硲清高            | 須藤隆            | 高見明男                     |
| 24   | 祝! サクラサクのは東大? 恋? みんな        | 葉月九郎        | 岩崎良明            | 杉谷光一          | 宇野真                       |
| 25   | 素子のセンタク、恋か剣… 泣くな（未放送）  | 葉月九郎        | 川崎逸朗            | 川崎逸朗          | 石井明治                     |
| 冬   | クリスマススペシャル 〜サイレント・イヴ〜 | 葉月九郎        | 岩崎良明 木村真一郎 | 高瀨節夫 成田歲法 | 高見明男 山岡信一            |
| 春   | 春スペシャル 〜キミ サクラチルナカレ!!〜  | 葉月九郎        | 岩崎良明 木村真一郎 | 岩崎良明          | 高見明男 山岡信一            |
| OVA  |                                           |                 |                     |                   |                              |
| 1    | 可奈子                                    | 葉月九郎        | 岩崎良明            | 成田歲法          | 前田明寿                     |
| 2    | 景太郎                                    | 葉月九郎        | 川崎逸朗            | 高瀨節夫          | 前田明寿                     |
| 3    | なる                                      | 葉月九郎        | 岩崎良明            | 岩崎良明          | 加藤初重 山岡信一 渡辺とおる |

## 播放電視台
電視動畫在2000年4月19日晚上10時28分於東京電視台首播約半小時共24集，2000年12月25日播放聖誕特別篇，2001年4月2日播放春季特別篇。
台灣由中視於2002年1月起每週一至五下午6時播放，節目名稱為《女生宿舍 純情房東俏房客》；其中「女生宿舍」為主標題，「純情房東俏房客」為副標題。
| 播放地區       | 播放電視台   | 播放日期                | 播放時間             | 聯播網         | 備註                         |
| -------------- | ------------ | ----------------------- | -------------------- | -------------- | ---------------------------- |
| 關東廣域圈     | 東京電視台   | 2000年4月19日 - 9月27日 | 星期三 22:28 - 22:58 | 東京電視台系列 | 製作電視台                   |
| 北海道         | 北海道電視台 | 2000年4月19日 - 9月27日 | 星期三 22:28 - 22:58 | 東京電視台系列 |                              |
| 愛知縣         | 愛知電視台   | 2000年4月19日 - 9月27日 | 星期三 22:28 - 22:58 | 東京電視台系列 |                              |
| 大阪府         | 大阪電視台   | 2000年4月19日 - 9月27日 | 星期三 22:28 - 22:58 | 東京電視台系列 |                              |
| 岡山縣、香川縣 | 瀨戶內電視台 | 2000年4月19日 - 9月27日 | 星期三 22:28 - 22:58 | 東京電視台系列 |                              |
| 福岡縣         | TVQ九州放送  | 2000年4月19日 - 9月27日 | 星期三 22:28 - 22:58 | 東京電視台系列 |                              |
| 岐阜縣         | 岐阜放送     | 2000年4月19日 - 9月27日 | 星期三 22:28 - 22:58 | 獨立電視台     |                              |
| 奈良縣         | 奈良電視台   | 2000年4月24日 - 10月2日 | 星期一 18:30 - 19:00 | 獨立電視台     |                              |
| 滋賀縣         | 琵琶湖放送   | 2000年4月27日 - 10月5日 | 星期四 22:30 - 23:00 | 獨立電視台     |                              |
| 和歌山縣       | 和歌山電視台 | 2000年4月27日 - 10月5日 | 星期五 1:10 - 1:40   | 獨立電視台     |                              |
| 新潟縣         | 新潟電視台21 | 2000年5月6日 - 12月9日  | 星期六 3:04 - 3:34   | 朝日星期系列   | 「討論到天亮」放送週暫停播出 |
| 福島縣         | TVU福島      | 2000年5月9日 - 10月17日 | 星期二 1:20 - 1:50   | TBS系列        |                              |

## 發行
電視動畫在2000年4月19日晚上10時28分於日本東京電視台首播約半小時，同時在日本播放的電視台還有福島電視台、新潟電視台21等等，共24集。電視動畫也有被製成影碟，以每3集為一套，在播放之後的一段時間發行。影碟總共有八套，以「純情房東俏房客Vol.1-8」為中文版名稱。
電視動畫亦有製成影碟，由King Records以每3集為一套影碟發行，有八套之多。中文版名稱為《純情房東俏房客》vol.1-8。
第25集以OVA形式發行，標題為沿用了電視動畫影碟，但是中文版名稱改為《純情房東俏房客OVA》。在經過一段時間後，其後續作品OVA（中文版名稱未變）於2002年1月26日起一連發行3集，被視為完結篇。
2005年7月26日King Records發行《純情房東俏房客 DVD-BOX》（ラブひな DVD-BOX），2013年3月13日發售Blu-ray BOX，收錄電視動畫、特別篇及OVA，DVD-BOX收錄以原作結尾為基礎的廣播劇CD。台灣由木棉花國際代理發行包括OVA在內的動畫版，新加坡由Odex代理發行，北美、法國、意大利、西班牙等地區也都有代理發行。

## 外部連結
- 東京電視台《純情房東俏房客》官方網站（日語）
- http://www.starchild.co.jp/special/ova_hina/ （页面存档备份，存于）（日語）
- 中視全球資訊網 （页面存档备份，存于） 中視《純情房東俏房客》官方網頁]（繁體中文）